# Mohammad Gholami
Mohammad Gholami (Hashtpar, 13 febbraio 1983) è un calciatore iraniano, attaccante del Khooneh.

## Caratteristiche tecniche
Punta centrale, può giocare anche come ala destra o ala sinistra.

## Carriera

### Club
Comincia a giocare nelle giovanili del Chooka. Nel 1999 viene promosso in prima squadra. Nel 2001 si trasferisce al Malavan. Nel 2006 passa al PAS Teheran. Nel 2007 si trasferisce al PAS Hamedan. Nel 2009 viene acquistato dallo Steel Azin. Nel 2011 passa al Damash Gilan. Nel 2012 viene acquistato dal Sepahan. Nell'estate 2014 si accasa al Rah Ahan. Il 27 dicembre 2014 viene ufficializzata la sua cessione al Padideh. Il 27 luglio 2015 si trasferisce all'Esteghlal. Il 24 dicembre 2015 viene acquistato dal Khooneh.

### Nazionale
Ha debuttato in Nazionale il 3 settembre 2010, nell'amichevole Cina-Iran (0-2), in cui mette a segno la rete del definitivo 2-0. Ha partecipato, con la Nazionale, alla Coppa d'Asia 2011. Ha collezionato in totale, con la maglia della Nazionale, 15 presenze e tre reti.